# Franck Verzy
Franck Verzy (* 13. Mai 1961 in Lyon; † 2. Juli 2025) war ein französischer Leichtathlet, der sich auf den Hochsprung spezialisiert hatte.

## Sportliche Karriere
Der 1,81 Meter große Franck Verzy war 1982, 1984 und 1986 französischer Hochsprungmeister.
Im März 1982 sprang Verzy bei den Halleneuropameisterschaften in Mailand 2,15 Meter und wurde damit 20. Im Sommer 1982 überquerte Verzy bei den Europameisterschaften in Athen ebenfalls 2,15 Meter und schied in der Qualifikation aus. Ein Jahr später reichten 2,10 Meter in der Qualifikation der Weltmeisterschaften in Helsinki nicht für den Finaleinzug, dafür waren 2,21 erforderlich. Einen Monat später gewann Verzy mit 2,22 Meter die Bronzemedaille bei den Mittelmeerspielen in Casablanca hinter dem Algerier Othmane Belfaa und seinem französischen Landsmann Bernard Bachorz. Bei den Olympischen Spielen 1984 in Los Angeles waren 2,24 Meter für den Finaleinzug nötig, Verzy schied in der Qualifikation des Hochsprungwettkampfes mit 2,15 Meter aus. In den Jahren danach nahm Verzy nicht mehr an internationalen Meisterschaften teil.
Seine persönliche Bestleistung von 2,32 Meter sprang Verzy beim Sieg im Europacup am 20. August 1983 in London, diese Höhe war damals französischer Rekord.